# Cha Tae-hyun

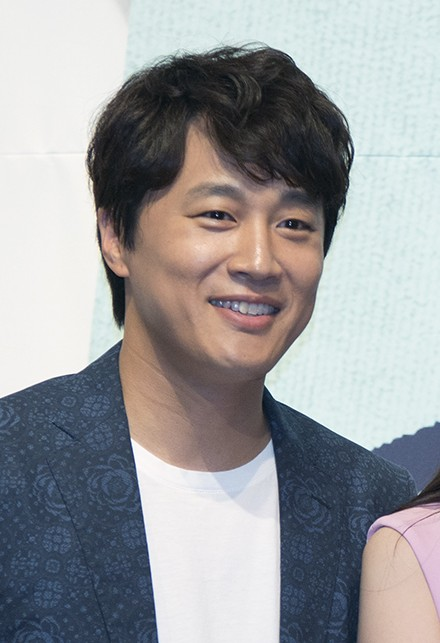
Cha Tae-Hyun em 2015

Cha Tae-Hyun (nascido em 25 de março de 1976) é um ator de televisão e cantor da Coreia do Sul
Começou sua carreira como ator em 1995, em um filme de drama.
É nacionalmente conhecido por seu papel de protagonista na comédia romântica My Sassy Girl, produzida em 2001.

## Filmografia
- 1997: Hallelujah
- 2001: My Sassy Girl
- 2002: Lovers' Concerto
- 2003: Happy Ero Christmas
- 2003: Crazy First Love
- 2004: Two Guys
- 2004: Windstruck guest appearance
- 2005: My Girl and I
- 2005: Sad Movie
- 2008: BABO
- 2008: Speedy Scandal
- 2010: Hello Ghost
- 2011: Champ

### Drama
- 1996: Papa (KBS)
- 1997: Ready Go (KBS)
- 1998: Sunflower (MBC)
- 1998: I Love You
- 1998: Shy Lover
- 1999: Happy Together
- 1999: Into The Sunlight (MBC)
- 2000: Juliet's Man (SBS)
- 2004: First Love of a Royal Prince (MBC)
- 2007: Flowers for My Life (KBS2)
- 2008: General Hospital 2 (MBC)